# Eulithoxenus emeljanovi
Eulithoxenus emeljanovi är en insektsart som beskrevs av Leo L. Mishchenko 1968. Eulithoxenus emeljanovi ingår i släktet Eulithoxenus och familjen vårtbitare. Inga underarter finns listade i Catalogue of Life.